# 金立 S10B
金立金刚 S10B是金立S系列的一款手机，该机型采用金属机身设计，搭载基于Android 7.0的金立Amigo 4.0操作系统、联发科 Helio P10（MT6755）的处理器，配备前置1600万、后置1300万像素+500万像素的摄像头。